# Ганс Бетге (льотчик)
Ганс Бетге (нім. Hans Bethge; 6 грудня 1890, Берлін — 17 березня 1918, Пассендале) — німецький льотчик-ас, оберлейтенант Прусської армії.

## Біографія
Син капітан-лейтенанта запасу Вільгельма Бетге. В 1911 році закінчив вище реальне училище в Равенсбурзі. У зв'язку з невеликою короткозорістю не був допущений до служби на флоті і вступив як фанен-юнкер до 1-го залізничного полку в Берліні-Шененберзі. В 1912 році отримав в Анкламі офіцерський патент і повернувся до Берліна.
На початку Першої світової війни у складі будівельних військ був направлений на Західний фронт, де займався підривом мостів, прокладанням шляхів та будівництвом тунелів. Отримав травму ноги, після лікування подав заяву на переведення в авіацію. Спочатку служив у поштовому дивізіоні Остенде, який згодом був переформований в бомбардувальну ескадру №1. 4 серпня 1916 року був перевденений в 23-й льотний дивізіон, 23 серпня — в 1-шу винищувальну ескадрилью. 28 серпня здобув свою першу, 2 вересня — другу і 26 грудня — третю перемогу.
14 січня 1917 року перейняв командування 30-ю винищувальною ескадрильєю. На той час на його рахунку були три офіційні та одна непідтверджена перемоги. Загинув у бою 17 березня 1918 над Пассендале. Тоді Бетге літав на Pfalz D III, № 5888/17. Похований на цвинтарі Vor dem Halleschen Tor у Берліні.

## Нагороди
- Залізний хрест 2-го і 1-го класу
- Нагрудний знак військового пілота (Пруссія)
- Королівський орден дому Гогенцоллернів, лицарський хрест з мечами

Після останньої (двадцятої) перемоги Бетге був представлений до нагородження орденом Pour le Mérite, але загинув до затвердження нагородження.